# Yvetta Blanarovičová
Yvetta Blanarovičová (* 24. září 1963 Bojnice) je česká herečka a zpěvačka slovenského původu, žijící v Praze.
Vystudovala státní konzervatoř v Žilině (obor zpěv a hru na housle) a poté Pražskou konzervatoř. V současnosti hostuje v Divadlo Broadway v muzikálu Mata Hari, Angelika, Carmen, Kvítek Mandragory a koncertuje s kapelou a s filharmonií. Natočila CD se s názvem Čertoviny, Santa Maria, Cats, Carmen, Nikola Šuhaj, Muž z La Manchy, Malované na Skle. Od roku 2008 se aktivně věnuje své nadaci La Sophia, která pomáhá hudebně a sportovně nadaným dětem rozvíjet svůj talent.
Čeští filmoví diváci ji znají především jako představitelku čertíka z filmové pohádky Princezna ze mlejna režiséra Zdeňka Trošky z roku 1994 nebo čarodějnici Černavu z pohádky O princezně Jasněnce a létajícím ševci, z televizní tvorby ze seriálů Přítelkyně z domu smutku, Pojišťovna štěstí, Ordinácia v ružovej záhrade, Krejzovi či Ulice.

## Filmografie
- Léto s gentlemanem (2019)
- Ulice (2019–2020) (TV seriál)
- Krejzovi (2018) (TV seriál)
- Poslední kouzlo (2006) (TV film)
- Ordinácia v ružovej záhrade (TV seriál)
- Pojišťovna štěstí I. (2004) (TV seriál)
- Princezna ze mlejna 2 (2000)
- Golet v údolí (1994)
- Princezna ze mlejna (1994)
- Přítelkyně z domu smutku (1993) (TV seriál)
- Husarská čest (1991)
- Ten lokaj (1991)
- Zkouškové období (1990)
- Vrať se do hrobu! (1989)
- Stupně poražených (1988)
- O princezně Jasněnce a létajícím ševci (1987)
- Kdo se bojí, utíká (1986)
- Bylo nás šest (1986) (TV seriál)
- Noc smaragdového měsíce (1984)
- Stav ztroskotání (1983)

## Práce pro rozhlas
- 1991 Tři veteráni. Na motivy Jana Wericha napsala Helena Sýkorová. Hráli: Ladislav Mrkvička, Karel Heřmánek, Alois Švehlík, Věra Kubánková, Jitka Molavcová, Yvetta Blanarovičová, Josef Vinklář, Michaela Kuklová, Jiří Lír, Jiří Binek, Antonín Hardt, Dagmar Weinlichová a František Němec. Hudba Miroslav Kořínek. Dramaturgie Eva Košlerová. Režie Karel Weinlich.

## Galerie

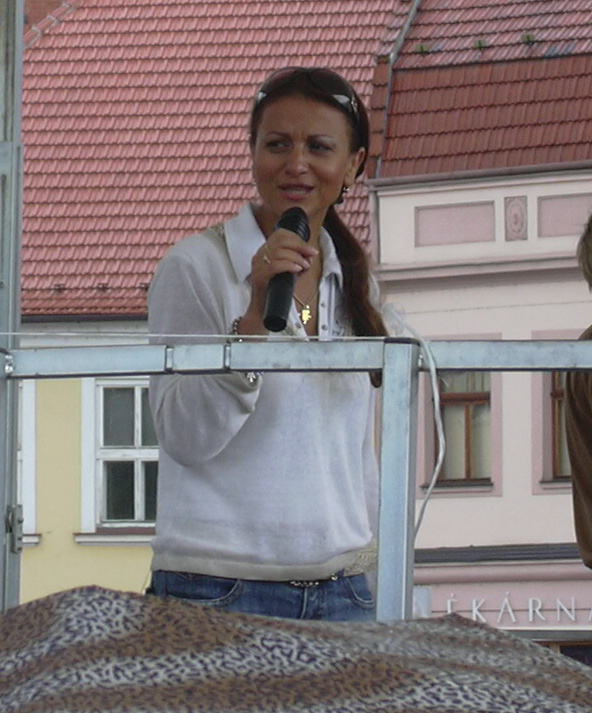
vystoupení Vyškov srpen 2007
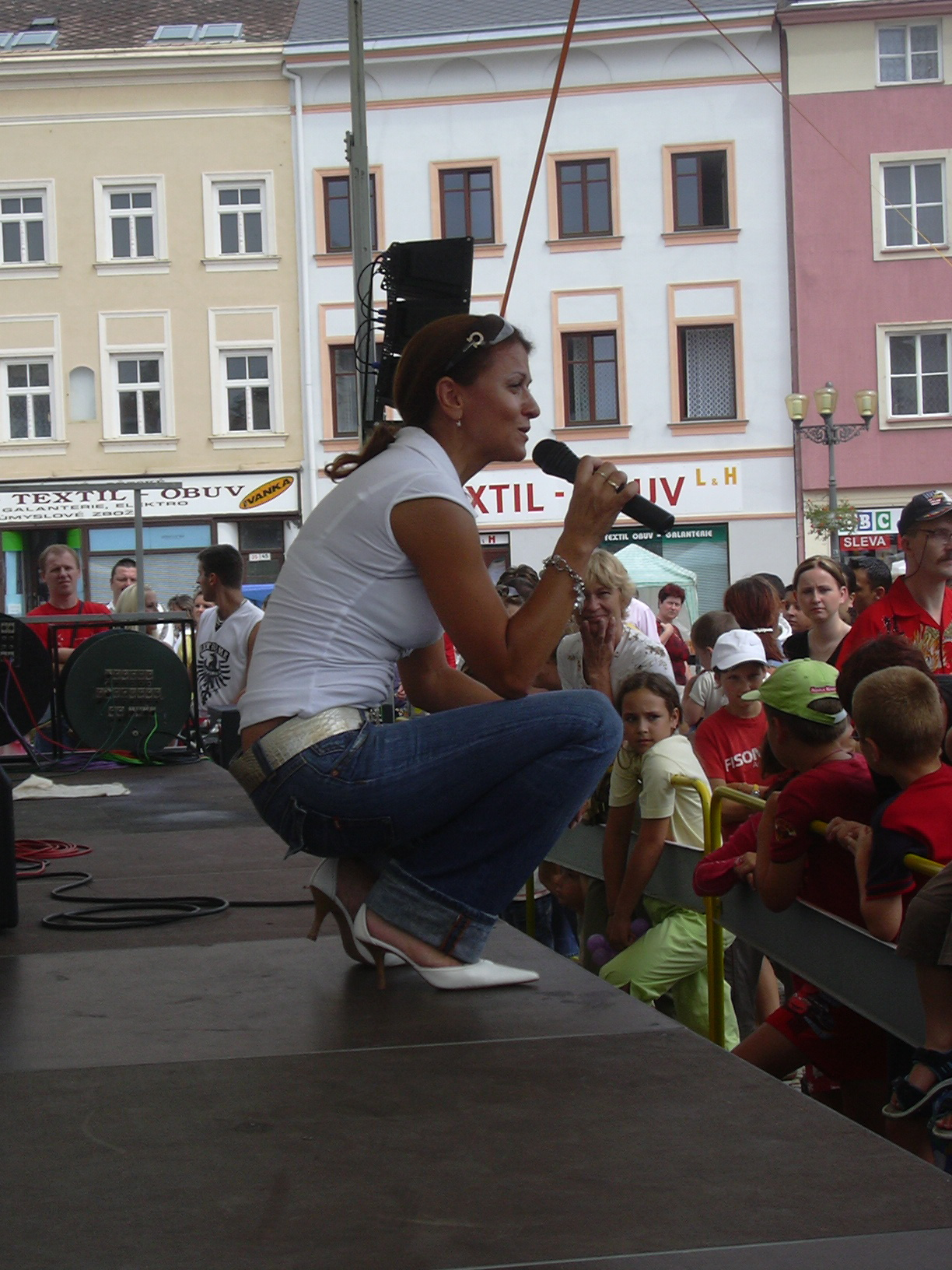
vystoupení Vyškov srpen 2007
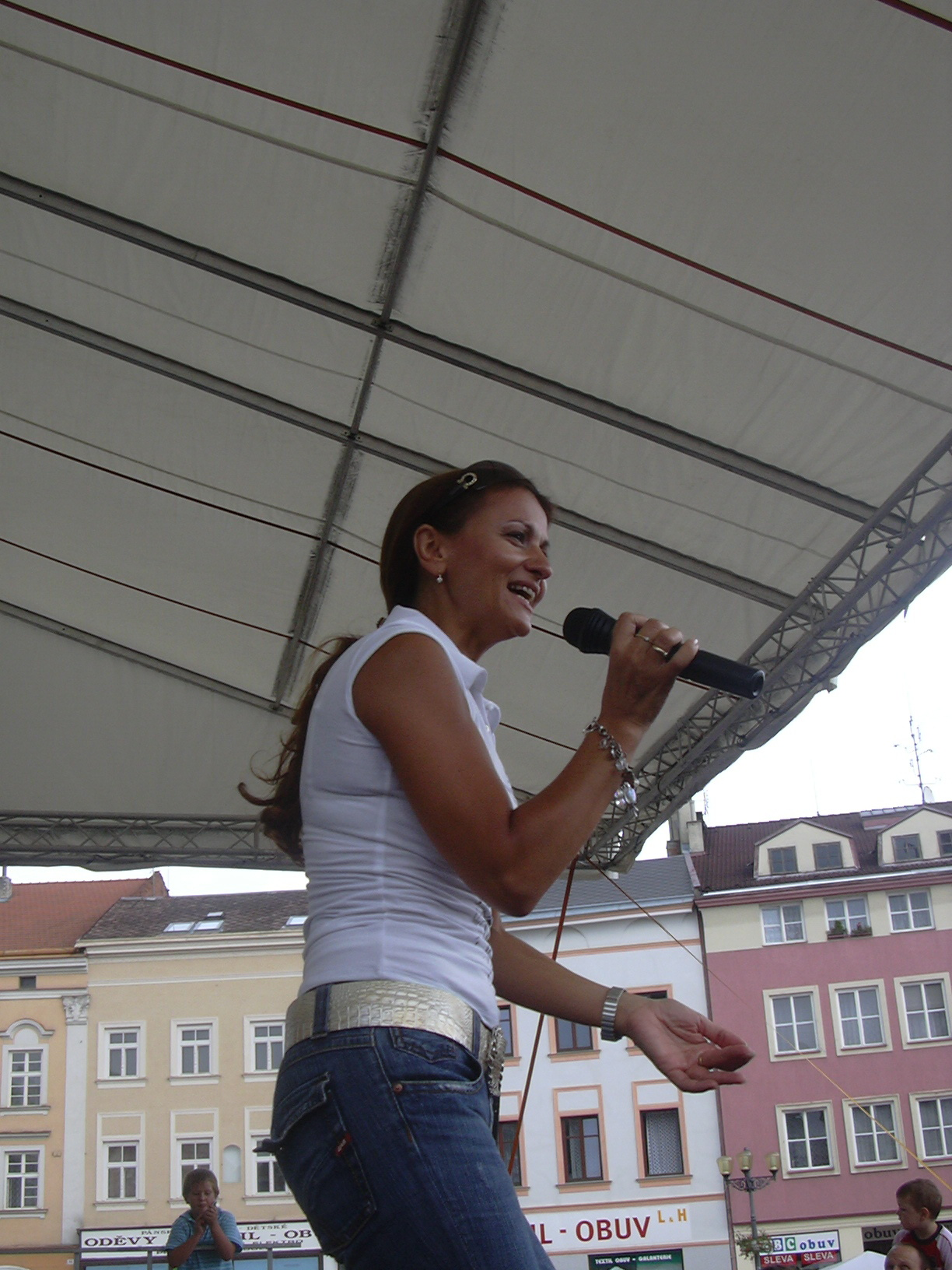
vystoupení Vyškov srpen 2007
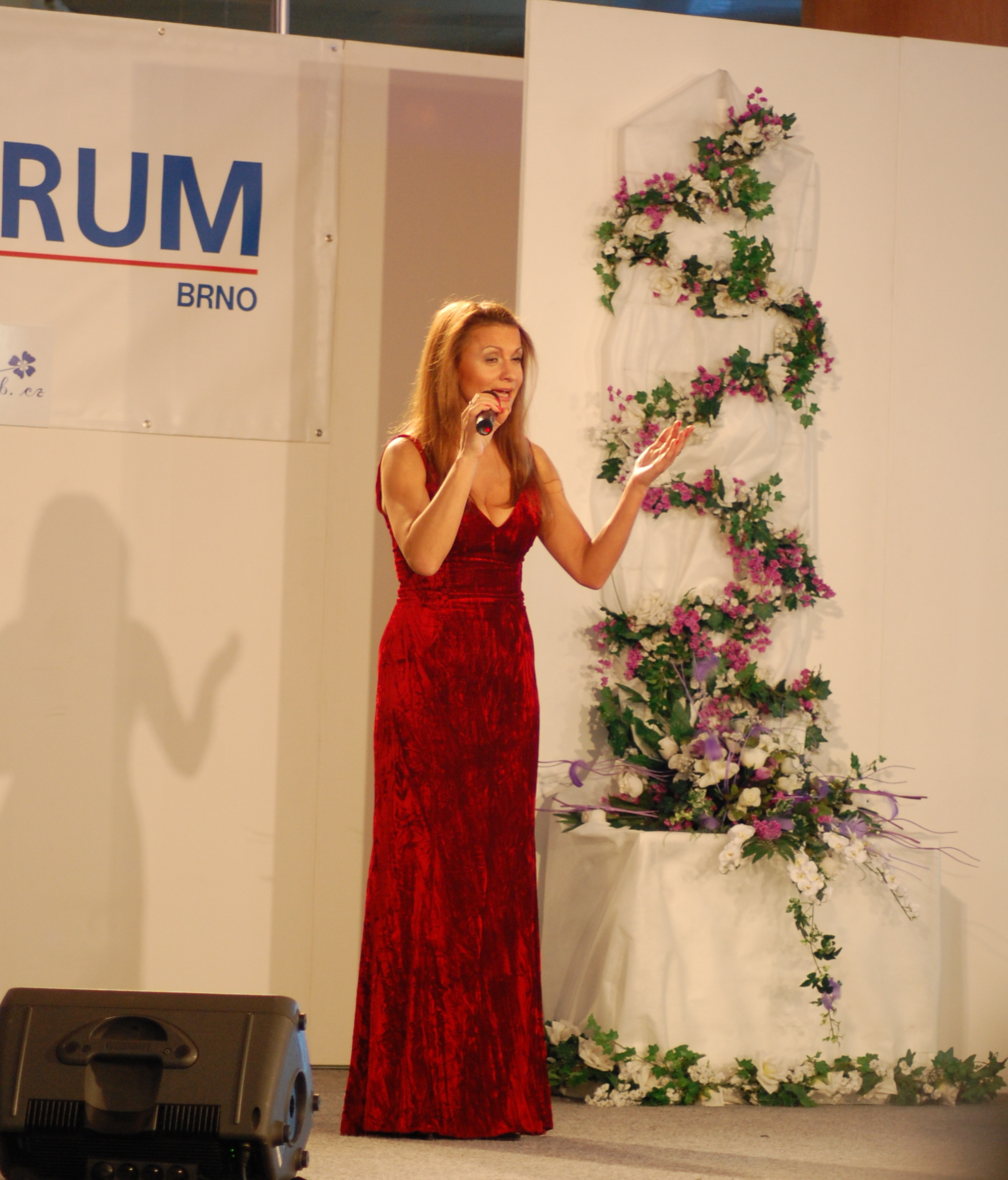
vystoupení Brno únor 2010